# Endotrichella fragarioides
Endotrichella fragarioides är en bladmossart som beskrevs av Jean Édouard Gabriel Narcisse Paris 1908. Endotrichella fragarioides ingår i släktet Endotrichella, klassen egentliga bladmossor, divisionen bladmossor och riket växter. Inga underarter finns listade i Catalogue of Life.